# Realtid
Realtid är en term som ursprungligen användes för att beskriva något som gör en arbetsuppgift i samma tempo (och vanligen med mycket måttlig totalfördröjning) som en inkommande råvara eller informationsflöde.
Det vanligaste sammanhang i vilket realtidsbegreppet numera förekommer är digital signalbehandling och annan automatiserad informationshantering av mer eller mindre komplex karaktär.
Övervakning av ett företags processer i realtid kallas Business activity monitoring.